# Portal Tomb von Leagaun

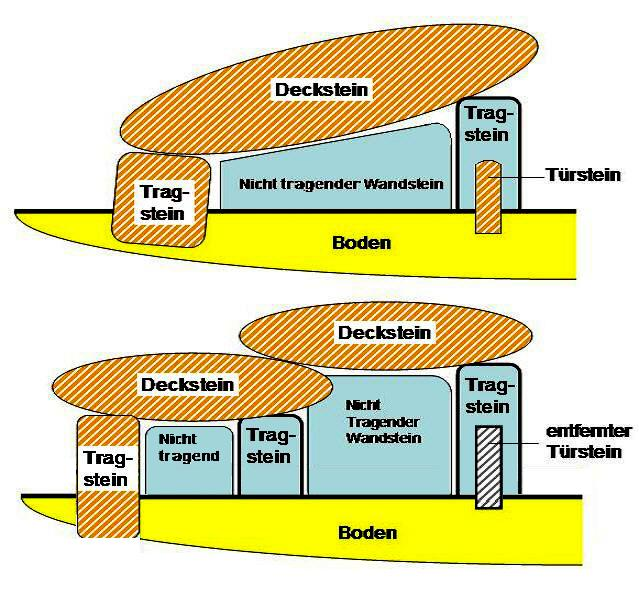
Schema irischer Portal Tombarten

Das Portal Tomb von Leagaun (irisch Liagán) liegt auf der Aughrus Halbinsel westlich von Clifden an einem Südhang mit Blick auf die Streamstown Bay in Connemara im County Galway in Irland. Als Portal Tombs werden auf den Britischen Inseln Megalithanlagen bezeichnet, bei denen zwei gleich hohe, aufrecht stehende Steine mit einem Türstein dazwischen, die Vorderseite einer Kammer bilden, die mit einem zum Teil gewaltigen Deckstein bedeckt ist.
Dem gut erhaltenen Nordwest-Südost orientierten Portal Tomb fehlt der Deckstein. Es besteht aus einer 3,5 × 1,7 m großen Kammer, die mit der Rückseite an einem Aufschlusses liegt. Die Westseite der Kammer besteht aus drei und die Ostseite aus zwei Steinen. Der Zugang, im Südosten, ist gekennzeichnet durch zwei gleich große Portalsteine die innerhalb der angrenzenden Seitensteine stehen. Ein einzelner Stein steht südlich des westlichen Portalsteins. Die Spuren des Hügels, sind im Süden und Westen erhalten.
Obwohl es als Portal Tomb klassifiziert wurde, besteht die Möglichkeit, dass es sich um die hintere Kammer eines Court Tombs handelt.